# Šunkofleky
Šunkofleky, též šunkafleky (německy Schinkenflecken), jsou součástí vídeňské i české kuchyně. Skládají se ze šunky, širokých nudlí, vajíček a mléka. Podle potřeby se ještě dochucují pepřem, solí atd. 

## Původ
Původ mají v Německu, jejich historie však spadá až do období starověkého Říma. Slovo šunkofleky má původ ze zastaralého německého slova Schunkeflecken nebo Schunkenfleckerl a znamená šunkové flíčky, nudle s uzeným masem.